# Грабровниця
Грабровниця (хорв. Grabrovnica) — населений пункт у Хорватії, у Вировитицько-Подравській жупанії у складі громади Питомача.

## Населення
Населення за даними перепису 2011 року становило 405 осіб.
Динаміка чисельності населення поселення:

## Клімат
Середня річна температура становить 11,64 °C, середня максимальна – 26,82 °C, а середня мінімальна – -5,62 °C. Середня річна кількість опадів – 786 мм.
| Клімат поселення                              | Клімат поселення | Клімат поселення | Клімат поселення | Клімат поселення | Клімат поселення | Клімат поселення | Клімат поселення | Клімат поселення | Клімат поселення | Клімат поселення | Клімат поселення | Клімат поселення | Клімат поселення |
| Показник                                      | Січ.             | Лют.             | Бер.             | Квіт.            | Трав.            | Черв.            | Лип.             | Серп.            | Вер.             | Жовт.            | Лист.            | Груд.            |                  |
| Середній максимум, °C                         | 6,17             | 8,29             | 12,93            | 17,58            | 23,71            | 26,82            | 26,22            | 25,64            | 20,51            | 15,31            | 10,20            | 4,79             |                  |
| Середня температура, °C                       | 0,27             | 2,40             | 7,03             | 11,68            | 17,81            | 20,92            | 22,37            | 21,79            | 16,64            | 11,45            | 6,35             | 0,94             |                  |
| Середній мінімум, °C                          | −5,62            | −3,52            | 1,12             | 5,76             | 11,90            | 15,02            | 18,51            | 17,93            | 12,80            | 7,59             | 2,50             | −2,91            |                  |
| Норма опадів, мм                              | 45               | 41               | 50               | 62               | 75               | 89               | 78               | 79               | 69               | 65               | 76               | 57               |                  |
| Середньомісячна швидкість вітру, м/с          | 2.28             | 2.50             | 2.90             | 2.70             | 2.50             | 2.30             | 2.20             | 2.00             | 2.00             | 2.10             | 2.20             | 2.30             |                  |
| Середньомісячна сонячна радіація, кДж/м²·день | 4083             | 6874             | 10666            | 15174            | 19296            | 21304            | 21971            | 19515            | 14368            | 8964             | 4634             | 3356             |                  |
| --------------------------------------------- | ---------------- | ---------------- | ---------------- | ---------------- | ---------------- | ---------------- | ---------------- | ---------------- | ---------------- | ---------------- | ---------------- | ---------------- | ---------------- |
| Джерело:                                      |                  |                  |                  |                  |                  |                  |                  |                  |                  |                  |                  |                  |                  |